# Nyctibius leucopterus
El nictibio aliblanco, nictibio de ala blanca, nictibio selvático, bienparado aliblanco o urutaú de alas blancas (Nyctibius leucopterus) es una especie de ave nictibiforme de la familia Nyctibiidae que vive en Sudamérica.

## Distribución y hábitat
Se encuentra en las selvas húmedas tropicales de Brasil, Guyana, Guayana Francesa, Venezuela y Perú.